# Campionat del Món de motocròs 1984
La temporada de 1984 del Campionat del Món de motocròs fou la 28a edició d'aquest campionat, organitzat per la FIM. El calendari oficial constava de 12 Grans Premis, celebrats entre el 15 d'abril i el 26 d'agost.
Aquell any, el Circuit del Vallès perdia el Gran Premi d'Espanya de 250 cc, que havia vingut organitzant d'ençà de la temporada de 1968. Com a compensació als organitzadors, aquella temporada la FIM els atorgà el Gran Premi d'Espanya de sidecarcross, puntuable per al Campionat del Món de la disciplina.

## Sistema de puntuació
Barem de puntuació del 1984 al 2000:
| Posició | 1  | 2  | 3  | 4  | 5  | 6  | 7 | 8 | 9 | 10 | 11 | 12 | 13 | 14 | 15 |
| Punts   | 20 | 17 | 15 | 13 | 11 | 10 | 9 | 8 | 7 | 6  | 5  | 4  | 3  | 2  | 1  |

## 500 cc

### Classificació final

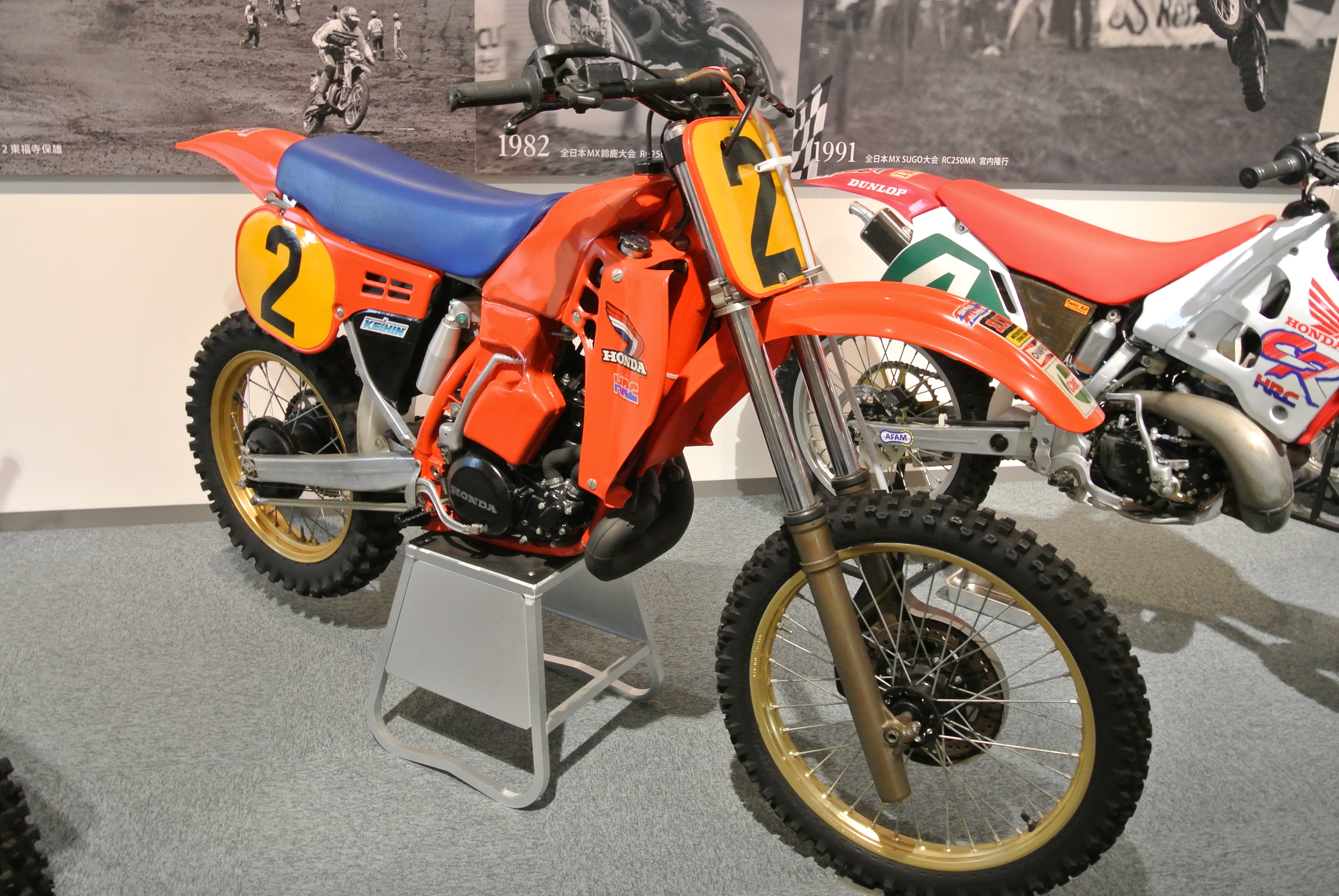
L'Honda RC500M que va pilotar André Malherbe el 1984

| Posició | Pilot           | Motocicleta | Punts |
| ------- | --------------- | ----------- | ----- |
| 1       | André Malherbe  | Honda       | 370   |
| 2       | Georges Jobé    | Kawasaki    | 359   |
| 3       | David Thorpe    | Honda       | 349   |
| 4       | André Vromans   | Honda       | 251   |
| 5       | Eric Geboers    | Honda       | 245   |
| 6       | Jukka Sintonen  | Honda       | 172   |
| 7       | Lawrence Spence | Kawasaki    | 168   |
| 8       | Kurt Nicoll     | KTM         | 147   |
| 9       | Leif Persson    | Husqvarna   | 127   |
| 10      | Hakan Carlqvist | Yamaha      | 97    |

Notes
1. ↑  172 segons altres fonts.
2. ↑  135 segons altres fonts.

## 250 cc

### Classificació final
| Posició | Pilot            | Motocicleta | Punts |
| ------- | ---------------- | ----------- | ----- |
| 1       | Heinz Kinigadner | KTM         | 247   |
| 2       | Jacky Vimond     | Yamaha      | 217   |
| 3       | Jeremy Whatley   | Suzuki      | 195   |
| 4       | Marc Velkeneers  | Gilera      | 183   |
| 5       | Jacky Martens    | KTM         | 171   |
| 6       | Gert Van Doorn   | Suzuki      | 165   |
| 7       | Jörgen Nilsson   | Honda       | 160   |
| 8       | Anders Eriksson  | Yamaha      | 121   |
| 9       | Arno Drechsel    | KTM         | 120   |
| 10      | Maurizio Dolce   | Honda       | 118   |

## 125 cc

### Classificació final
| Posició | Pilot             | Motocicleta | Punts |
| ------- | ----------------- | ----------- | ----- |
| 1       | Michele Rinaldi   | Suzuki      | 302   |
| 2       | Corrado Maddii    | Cagiva      | 299   |
| 3       | Kees Van Der Ven  | KTM         | 255   |
| 4       | Alain Lejeune     | Suzuki      | 248   |
| 5       | Giuseppe Andreani | Aprilia     | 182   |
| 6       | David Strijbos    | Honda       | 147   |
| 7       | Jeff Nilsson      | Suzuki      | 126   |
| 8       | Massimo Contini   | Kawasaki    | 119   |
| 9       | Paul Hunt         | Cagiva      | 118   |
| 10      | Michele Fanton    | Aprilia     | 112   |

## Resum: Podi final 1984
|           | 500 cc         | 500 cc   | 250 cc           | 250 cc | 125 cc           | 125 cc |
| Campió    | André Malherbe | Honda    | Heinz Kinigadner | KTM    | Michele Rinaldi  | Suzuki |
| Subcampió | Georges Jobé   | Kawasaki | Jacky Vimond     | Yamaha | Corrado Maddii   | Cagiva |
| Tercer    | David Thorpe   | Honda    | Jeremy Whatley   | Suzuki | Kees Van Der Ven | KTM    |